# Brianovo življenje
Brianovo življenje (angleško Monty Python's Life of Brian ali Life of Brian) je britanski verski satirično komični film iz leta 1979, za katerega so napisali scenarij, ga režirali in odigrali glavne vloge člani skupine Monty Python: Graham Chapman, John Cleese, Terry Gilliam, Eric Idle, Terry Jones in Michael Palin. Film, ki ga je režiral Jones, govori o Brianu Cohenu (igra ga Chapman), mladem Judu, rojenem na isti dan kot Jezus Kristus in v sosednjem hlevu, ki ga kasneje zamenjajo za mesijo in križajo. 
Po umiku produkcijske hiše EMI Films, je financiranje filma zagotovil George Harrison, dolgoletni oboževalec skupine Monty Python in nekdanji član skupine The Beatles, z ustanovitvijo lastne družbe HandMade Films.
Film vključuje teme verske satire, ki so bili v tistem času sporne, kar je povzročilo obtožbe o bogokletju in proteste nekaterih verskih združenj. 39 lokalnih oblasti je v Združenem kraljestvu izdalo prepoved filma ali pa mu dalo oznako »nad 18 let«, kar je prav tako onemogočalo prikazovanje filma v kino dvoranah. Nekatere države, kot sta Irska in Norveška, so prepovedale prikazovanje filma, ki je v nekaterih primerih trajala več desetletij. V drugih državah so prepovedi izkoristili za oglaševanje filma, tako so na Švedskem izobesili oglaševalske plakate z besedilom: »Tako smešno, da je na Norveškem prepovedano!«.
Film je bil uspešen po prodanih vstopnicah, četrti najbolj gledan film v Združenem kraljestvu leta 1979 in najbolj gledan britanski film v ZDA tistega leta. Ostal je priljubljen in dobival pozitivne kritike. Več revij in televizijskih postaj ga je razglasijo za »najboljši komični film vseh časov«, filmska spletna stran Rotten Tomatoes mu je dodelila oceno 96% s kritiko: »Eden najboljših filmov 1970. let; verska farsa s strani klasične komične skupine je hkrati bridka, kot tudi smešna in satirična.«

## Igralska zasedba
- Graham Chapman kot Brian Cohen, Biggus Dickus, 2. modri mož
- John Cleese kot Reg, višji duhovnik, centurion, Deadly Dirk, Arthur, 1. modri mož
- Terry Gilliam kot druga oseba kasneje, prerok Blood and Thunder, Geoffrey, Gaoler, Frank
- Eric Idle kot g. Cheeky, Stan/Loretta, Harry the Haggler, metalka kamna, mlad dolgočasnež, Otto, Gaolerjev pomočnik, g. Frisbee III
- Terry Jones kot Brianova mati (Mandy), Colin, sv. Simon, mimoidoči svetnik
- Michael Palin kot g. Big-Nose, Francis, ga. A, Ex-leper, Ben, Poncij Pilat, dolgočasni prerok, Eddie, Nisus Wettus, 3. modri mož
- Terence Bayler kot Gregory
- Carol Cleveland kot ga. Gregory
- Kenneth Colley kot Jezus Kristus
- Sue Jones-Davies kot Juda Iškarijot